# Обстріли Нікополя

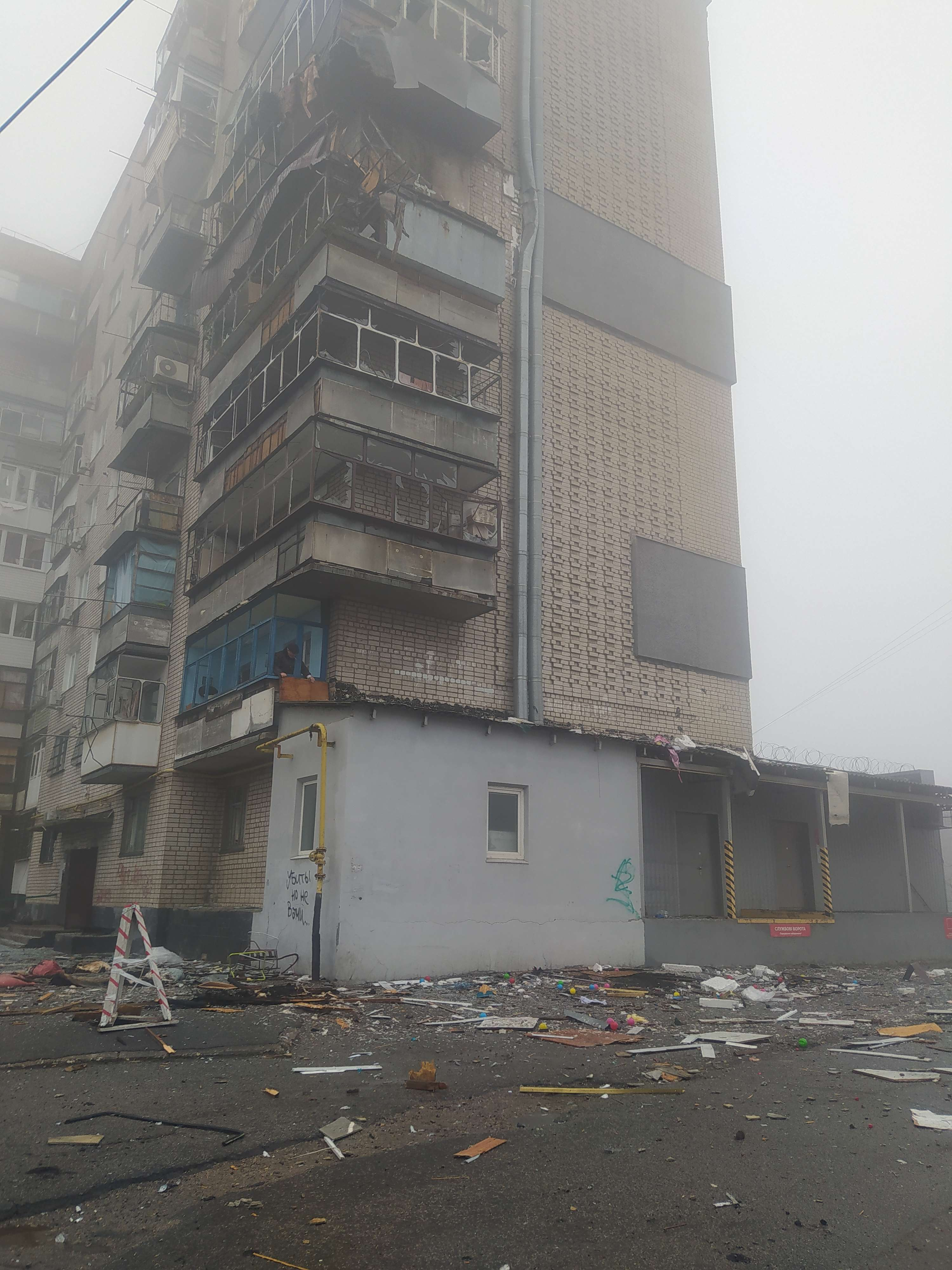
Наслідки Обстрілу який стався в ніч на 1 січня 2023 року о 23:00 по Київському часу. Влучення викликало пожежу. Жертв в той день не було.

Обстріл Нікополя — російські ракетні удари по Нікополю на Дніпропетровщині під час повномасштабного вторгнення росіян до України 2022 року.

## Перебіг подій

### 2022 рік
1 липня росіяни вдарили по Нікопольському району з реактивної системи залпового вогню
13 липня ЗС РФ вдарили з реактивної артилерії по Нікопольському району, почалася пожежа на околиці міста.
14 липня росіяни обстріляли місто, кілька ракет впало поблизу Нікополя.
15 липня росіяни обстріляли Нікополь та район фосфорними снарядами.
16 липня окупанти випустили по місту 53 ракети, кілька людей загинуло та було поранено.
Увечері 18 липня російські окупанти повторно обстріляли місто.
19 липня російські війська випустили по місту 40 реактивних снарядів, бомбування тривало 19 годин поспіль.
Вночі проти 15 вересня росіяни завдали ударів по Нікопольському району, Нікополь було атаковано «Градами» і дроном-камікадзе.
15 жовтня росіяни випустили по Нікополю понад 50 ракет, двох людей було поранено.

### 2023 рік
11 жовтня  місто зазнало влучання ракетами. Загинуло 4 людини, ще 2 зазнали поранення. По гімназії був завданий ракетний удар. Будівля зазнала серйозних руйнувань. Пошкоджені 42 приватні будинки та 18 господарських споруд, а також інфраструктурний об’єкт, 17 сонячних панелей, магазин, авто.

### 2024 рік
28 лютого російські окупанти здійснили 12 атак.  Внаслідок того постраждали 17 приватних будинків та 11 господарських споруд. Також пошкодження отримали інфраструктурний об’єкт, лінії електропередач, комбайн і легкові авто. Загинула 1 людина.
6 червня росіяни обстріляли Нікополь з артилерії та дронів-камікадзе. Постраждали автобус Mercedes-Benz Sprinter, інфраструктурний об'єкт, дев'ятиповерховий будинок, 3 приватні будинки та господарська споруда. 4 постраждалих.
В ніч з 28 на 29 червня росіяни обстрілювали Нікополь з артилерії. Сталася пожежа, рятувальники вогонь загасили. Знищена господарська споруда, ще 2 – пошкоджені. Понівечені 2 приватні будинки, стільки ж гаражів, також пошкоджена теплиця та лінія електропередач. 
На ранок 29 червня росіяни знов обстріляли Нікополь з артилерії. Загиблих і постраждалих немає.
5 липня росіяни обстрілювали Нікополь з артилерії. Пошкоджені 7 приватних осель і багатоповерхівка. Зайнявся дачний будинок. Пожежу рятувальники загасили. Побиті й 4 господарські споруди. Понівечені промислове підприємство, адмінбудівля, медзаклад. А ще гараж і легковики. Зачепило газогін та лінію електропередач. Дві людини постраждали,це чоловіки 21 та 61 року. 
12 серпня в результаті обстрілу РФ знищено храм УПЦ на честь ікони Божої Матері "Знамення".

### 2025 рік
17 квітня росіяни здійснили атаку з важкої артилерії. Пошкоджено цивільну інфраструктуру. Загинуло 2 людини та 5 поранених.